# Ingleby Barwick
Ingleby Barwick è una comunità residenziale privata e parrocchia civile dell'Inghilterra, appartenente alla contea del North Yorkshire.